# Topobates alisanicus
Topobates alisanicus är en kvalsterart som först beskrevs av Tseng 1984.  Topobates alisanicus ingår i släktet Topobates och familjen Scheloribatidae. Inga underarter finns listade i Catalogue of Life.